# Peter-Josef Keßler
Peter-Josef Keßler (* 25. September 1905 in Raßweiler; † 4. Juli 1988 in Münster) war ein deutscher Theologe.

## Leben
Er studiert scholastische Philosophie in Innsbruck (Dr. phil. schol. Innsbruck), Rechtswissenschaften in Berlin und Bonn (1932 Dr. iur. utr. Bonn) Theologie in Innsbruck und Trier und von 1936 bis 1939 Kirchenrecht in Rom (1940 Dr. iur. can. Rom). Von 1940 bis 1944 war er Untersuchungsrichter und Prosynodalrichter am bischöflichen Offizialat in Trier. Von 1944 bis 1947 war er Pfarrer in Oberkail. 1947 arbeitet er beim Aufbau des Kanonischen Instituts an der LMU München mit. Nach der Promotion zum Dr. theol. 1947 in München und der Habilitation 1947 für das Fach Kirchenrecht durch die Theologische Fakultät der LMU München wurde er 1947 Privatdozent an der LMU München. 1948 wurde er außerordentlicher Professor für kirchliche Rechtsgeschichte am Kanonischen Institut der LMU München. 1949 wurde er ordentlicher Professor für Kirchenrecht in Münster mit Forschungsschwerpunkt Rechtsgeschichte. Im Jahr 1971 erfolgte die Emeritierung.
Seit 1926 war er Mitglied der katholischen Studentenverbindung AV Austria Innsbruck und später noch der KAV Rheno-Danubia Innsbruck.

## Schriften (Auswahl)
- Die Entwicklung der Formvorschriften für die kanonische Eheschliessung. Ein Beitrag zur kirchlichen Rechtsgeschichte. Leipzig 1934, OCLC 890979800.